# Abaújszántó
Abaújszántó je vas na Madžarskem, ki upravno spada pod podregijo Abaúj–Hegyközi Županije Borsod-Abaúj-Zemplén.
Naselje je bilo ustanovljeno v času zavzetja Madžarske in je bilo vse do leta 1902 mesto in center regije Gönc, nakar je izgubilo svoj pomen.